# Strychnos coriacea
Strychnos coriacea är en tvåhjärtbladig växtart som beskrevs av Thw.. Strychnos coriacea ingår i släktet Strychnos och familjen Loganiaceae. Inga underarter finns listade i Catalogue of Life.